# Derecho del Mercosur

Bandera del Mercosur

El Derecho del Mercosur es la estructura jurídica mediante la cual funciona el Mercosur. El Mercosur tiene personalidad jurídica propia (Protocolo de Ouro Preto, artículo 34) y opera en el marco del Derecho internacional. En sentido amplio, combina los clásicos tratados, protocolos y declaraciones del Derecho internacional, con normas propias obligatorias dictadas por los órganos decisorios del bloque, recomendaciones no obligatorias dictadas por los órganos auxiliares, e incluso acuerdos de concertación social regional. En sentido estricto, incluye solo aquellas normas de aplicación indirecta (es necesaria la transposición al derecho nacional) u obligatoria para los países miembros, dictadas por los órganos del Mercosur. 
En la práctica cada país ha elaborado procedimientos diferentes que permiten una rápida incorpración de las normas mercosureñas como derecho interno/nacional, pero en ningún caso hay una aplicación directa. Esto ha llevado a varios especialistas a sostener que el derecho mercosureño no tiene la condición de derecho supranacional o comunitario como en el caso de la Unión Europea, sino que se rige por el funcionamiento clásico del Derecho internacional, la adopción de las normas mercosureñas al derecho nacional.

### Decisiones, resoluciones y directivas
El Mercosur posee tres órganos decisorios: 
- el Consejo del Mercado Común (CMC), su órgano supremo, que emite Decisiones;
- el Grupo Mercado Común (GMC) que emite Resoluciones;
- la Comisión de Comercio del Mercosur (CCM), emite Directivas.

Estos tres tipos de normas dictadas por los órganos decisorios del Mercosur, son de aplicación obligatoria para los Estados Parte (Protocolo de Ouro Preto, artículo 42). 
Ello ha generado un problema específico, que aunque con diferencias respecto del sistema de internalización de normas que tiene cada uno, sobre el modo de "internalizar" las normas del Mercosur a los ordenamientos jurídicos de cada uno de las naciones que lo integran y el nivel de jerarquía que ocupan en la pirámide jurídica. Para ello, en todos los casos se precisa de un acto jurídico de los países miembros para incorporar las decisiones del Mercosur. Por esta razón, especialistas discuten si estas normas del Mercosur constituyen realmente un derecho propio del Mercosur, o se trata de normas de derecho internacional que precisan ser ratificadas. Un gran sector ha optado por crear la categoría de derecho derivado.
Las normas obligatorias del Mercosur se toman por la unanimidad de todos los Estados Parte (es decir, siempre y cuando no medie la oposición de alguno de ellos; artículo 37 del Protocolo de Ouro Preto).
Por otra parte, el Consejo del Mercado Común puede emitir Recomendaciones, las cuales carecen de carácter vinculante.

### Tratados y protocolos
Las normas de importancia extraordinaria para el Mercosur, se realizan como tratados internacionales y por lo tanto necesitan ser aprobados por los parlamentos nacionales. Toman la forma de protocolos complementarios del Tratado de Asunción, que constituye la norma institucional básica del Mercosur. 
Por tratarse de una norma complementaria de un tratado, los protocolos suelen tener una tramitación más rápida para su ratificación parlamentaria en cada país. Excepcionalmente, en algún caso, como el Acuerdo Multilateral de Seguridad Social de 1997, se recurrió a la forma del tratado, y la tramitación para su ratificación demoró 8 años.

### Declaraciones presidenciales
En algunos casos, los países miembros han recurrido a las declaraciones presidenciales, como en el caso de la Declaración sobre Compromiso Democrático de 1996, o la Declaración Sociolaboral de 1998. Las declaraciones son actos firmados por todos los presidentes que no necesitan ningún tipo de aprobación parlamentaria ni acto de internalización. Se discute entre los juristas la validez de estas normas, con gran variedad de puntos de vista.

### Recomendaciones y demás actos de los organismos auxiliares
Los demás organismos del Mercosur producen recomendaciones a alguno de los tres órganos decisorios, y solo se transforman en normas obligatorias, si son aprobados y adoptan la forma de algunas de las alternativas tratadas en el punto anterior.
Un caso especial lo constituyen las recomendaciones de la Comisión Sociolaboral. Desde el punto de vista meramente formal no tiene diferencia alguna con las recomendaciones realidas por otros organismos del Mercosur. Pero debido a su peculiar composición tripartita (gobiernos, empleadores y sindicatos), las recomendaciones que realiza constituyen actos de consenso entre los tres sectores, lo que hace de las mismas verdaderos actos de diálogo y concertación social regional. El peso de ese consenso y el hecho de que los gobiernos están representados hace que su aprobación se encuentre virtualmente asegurada.

## Internalización
El modo en que se logra la aplicación efectiva de las decisiones, resoluciones y directivas del Mercosur como derecho interno de cada país, y el rango jurídico que ellas ocupan frente a las normas nacionales, ha generado un problema específico conocido con el nombre de "internalización" de las normas supranacionales.
Los países miembros del Mercosur poseen diferentes mecanismos constitucionales para "internalizar" las normas establecidas por el bloque y le asignan diferentes rangos de supremacía frente a su derecho interno. En Argentina y Paraguay, que han adoptado el sistema conocido como "monista", los tratados y protocolos ratificados tienen valor superior a las leyes nacionales, y por lo tanto no pueden ser derogados ni suplidos por estas. En Brasil y Uruguay, que han adoptado el sistema conocido como "dualista", los tratados y protocolos tienen el mismo valor que las leyes nacionales, y por lo tanto estas predominan sobre aquellos si son de fecha posterior.
Por otra parte, las constituciones de los países miembros no tienen definido con claridad el status jurídico de las normas obligatorias dictadas por los organismos decisorios del Mercosur, ni sus condiciones de validez interna en cada estado. 
En la práctica cada país ha elaborado procedimientos  que permitan una rápida incorpración de las normas mercosureñas como derecho interno, pero en ningún caso hay una aplicación directa. Esto ha llevado a varios especialistas a sostener que el derecho mercosureño no tiene la condición de derecho supranacional o comunitario como en el caso de la Unión Europea.

## Ejemplos de normativa del Mercosur
- Tratado de Asunción (1991)
- Protocolo de Ouro Preto (1994)
- Declaración Presidencial sobre Compromiso Democrático (1996)
- Declaración Sociolaboral (1998)
- Protocolo de Ushuaia sobre Compromiso Democrático (1998)
- Protocolo de Olivos para la Solución de Controversias (2002)
- CMC EXT/DEC. N.º 11/03 sobre creación de la Comisión de Representantes Permanentes (2003)
- CMC/DEC. N.º 18/04 sobre Régimen de Participación de los Estados Asociados (2004)
- Protocolo de Asunción sobre Derechos Humanos (2005)
- Protocolo Constitutivo del Parlamento del Mercosur (2005)

Anteriores a la fundación del Mercosur:
- Declaración de Iguazú Alfonsín Sarney (1985)
- Tratado de Integración, Cooperación y Desarrollo entre Argentina y Brasil (1988)
- Acta de Alvorada (1988)
- Acta de Buenos Aires (1990)